# Wielka Żuława
Wielka Żuława (także: Żuława Wielka, Wielki Ostrów, niem. Groß Werder) – największa wyspa na jeziorze Jeziorak, jedna z większych wysp śródlądowych w Polsce położonych na jeziorze o powierzchni 82,4 ha, administracyjnie należąca do Iławy. Znajduje się na niej 6 ośrodków wypoczynkowych.
Przy południowo-wschodnim brzegu wyspy znajdują się relikty średniowiecznego gródka krzyżackiego pełniącego funkcję niewielkiej strażnicy i którego okres użytkowania określany jest na XIII wiek. W średniowieczu na wyspę prowadził drewniany most. Na szczycie gródka w XIX wieku znajdował się niewielki cmentarz ewangelicki.
W 1974 roku na wyspie Wielka Żuława nagrywano film Gniazdo w reżyserii Jana Rybkowskiego, opowiadający o pierwszych latach państwa polskiego.